# William Beechey
Pour les articles homonymes, voir Beechey.
Henry William Beechey, né le 12 décembre 1753 à Burford et mort le 28 janvier 1839 est un peintre portraitiste anglais.

## Biographie

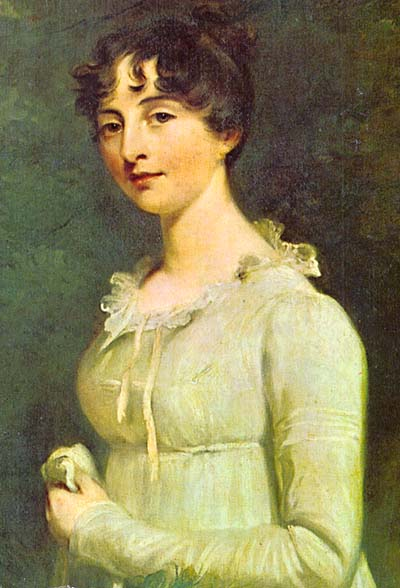
Portrait de Marcia Fox.

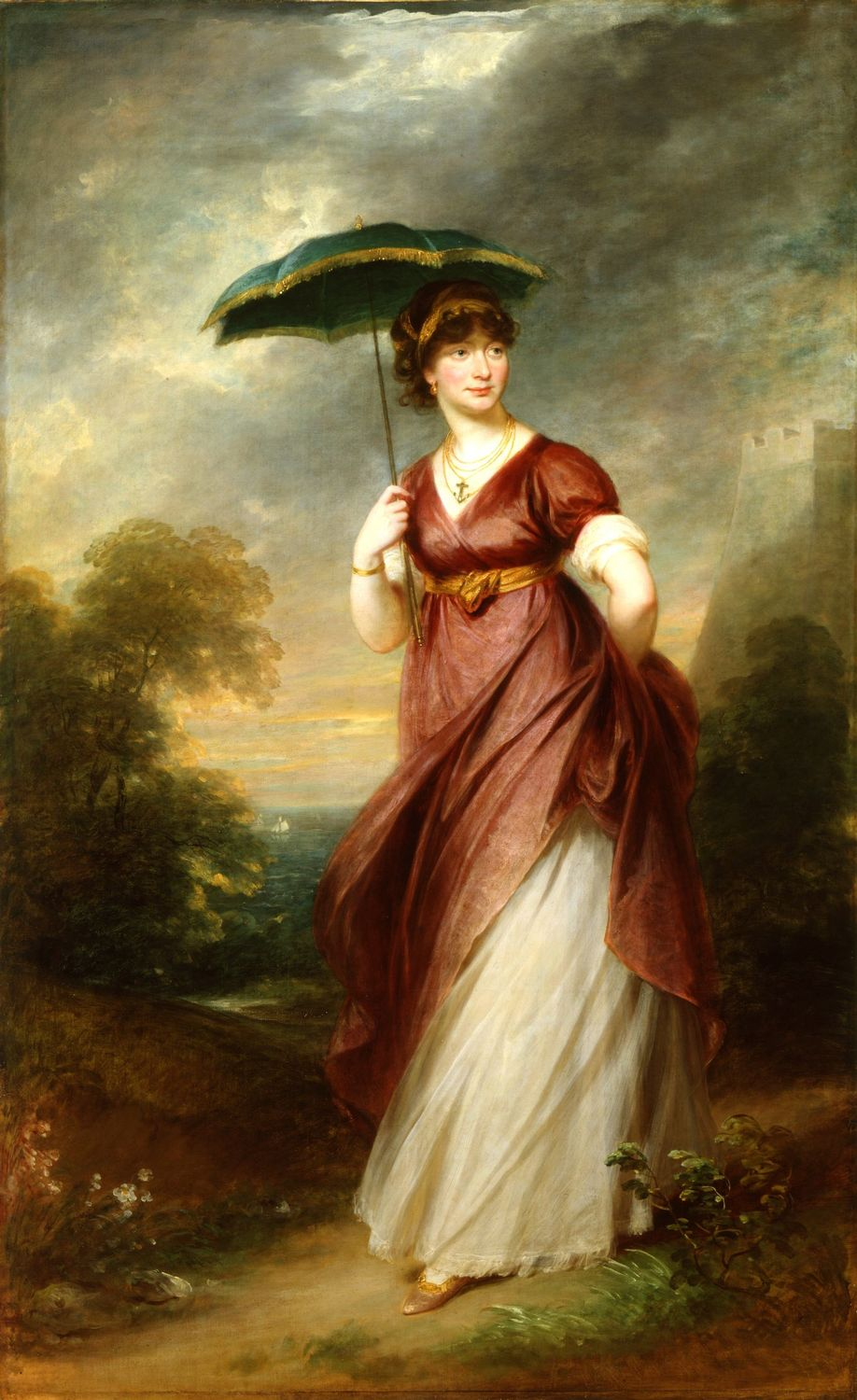
Portrait de la princesse Augusta Sophie de Hanovre.

Fils de William Beechey et de Hannah Read, il se destine initialement au métier d'avoué, mais, fortement attiré par la peinture, il s'inscrit comme élève à la Royal Academy en 1772. Quelques-uns de ses plus petits portraits lui procurent une réputation considérable et lui valent des commandes de personnalités de la noblesse ; en 1793 il devient membre associé de la Royal Academy. La même année, il est nommé peintre-portraitiste officiel de la Reine-Charlotte. Son style est alors considéré comme plutôt sobre. 
On doit à Beechey les portraits des membres de la famille royale et de presque toutes les célébrités de son époque. Considérée comme la plus belle de ses œuvres sa Revue de cavalerie (George III and the Prince of Wales reviewing troops), de 1798, est une grande composition au premier plan de laquelle on reconnait le roi George III, le Prince de Galles et le Prince Frederick, entourés d'un brillant état-major à cheval. Cette œuvre lui vaut d'être fait chevalier et membre titulaire de la Royal Academy (RA). Elle a été détruite dans l'incendie du château de Windsor de 1992.
Parmi ses autres portraits les plus connus figurent ceux de Lord Nelson et des acteurs de théâtre John Kemble et Sarah Siddons, ainsi que de Pascal Paoli père de la Patrie Corse.
William Beechey contracte en 1772 un premier mariage avec Mary Ann Jones. En 1793 il épouse en secondes noces Ann Phyllis Jessop qui lui donnera dix-huit enfants. Le troisième d'entre eux est le capitaine et explorateur Frederick William Beechey (1796-1856) et le onzième Richard Brydges Beechey (1808-1895), qui fut peintre également et amiral dans la marine.
Une monographie de W. Roberts, intitulée Sir William Beechey, R.A., a été publiée en 1907. Elle inclut le carnet de commandes de Beechey ainsi qu'un catalogue de ses œuvres qui furent exposées de son vivant.

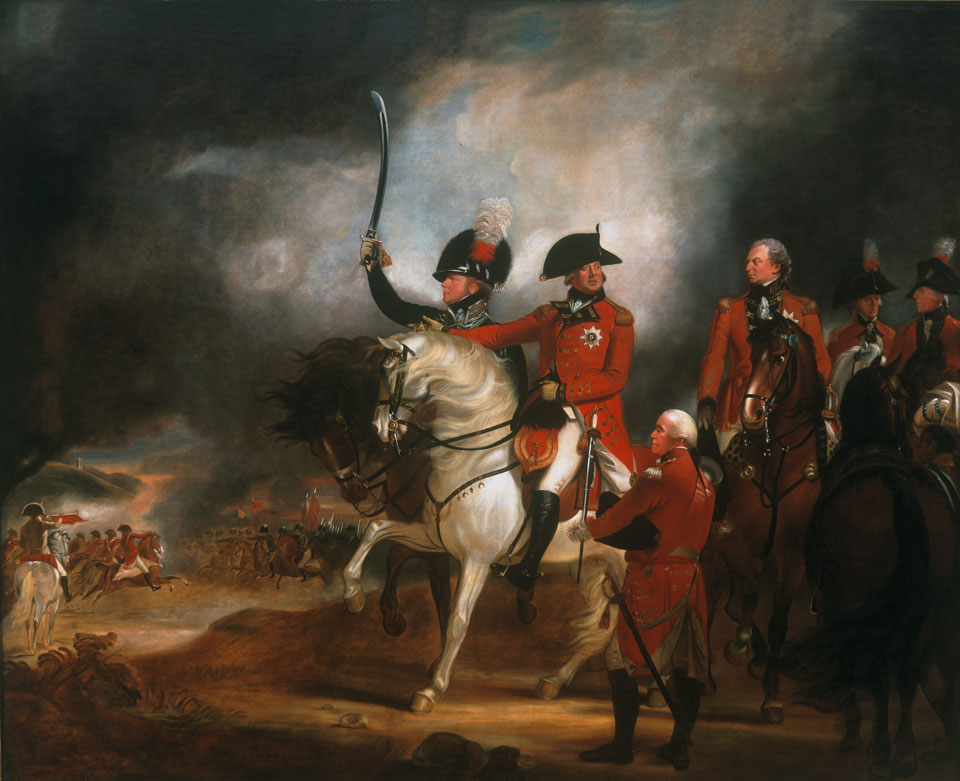
Revue de cavalerie (George III and the Prince of Wales reviewing troops), 1798

## Œuvres dans les collections publiques
- Paris, musée du Louvre, Portrait d'un officier anglais, vers 1800-1820, huile sur toile, RF 3961, Donation Mathieu Mavrocordato, sous réserve d'usufruit, 1934 Entré au Louvre en 1936[2].